# میائو بو
میائو بو (انگلیسی: Miao Bo؛ زادهٔ ۱۷ ژوئن ۱۹۷۵) بازیکن بسکتبال اهل چین بود. وی در بازی‌های المپیک تابستانی ۱۹۹۶ شرکت کرده‌است.